# Asterousia-bjergene
Asterousia-bjergene er en række bjerge på det sydlige Kreta, der adskiller Messarasletten fra det libyske hav. Der er fundet vidnesbyrd om gamle kretensiske kulturer ved udgravninger i området; desuden er et af de mest betydningsfulde minoiske steder på Kreta blevet udgravet ved det nærliggende Phaistos mod nord. Phaistos-paladset var bygget med udsigt over Messarasletten og Asterousi-bjergene. Yderligere et historisk navn for bjergkæden findes i Encyclopædia Britannica som Kofinos-kæden, opkaldt efter den højeste top i Asteroussia, Kofinas (1231 m).
Et areal på 1.257,41 km² blev i 2020 udpeget til biosfærereservat under UNESCOs Menneske og biosfære-programmet.